# Sovince
Sovince je přírodní památka na severním okraji obce Nenkovice v okrese Hodonín. S účinností od 1. července 2017 byla rezervace znovu vyhlášena nařízením Jihomoravského kraje. Důvodem ochrany jsou teplomilná stepní společenstva na mělkých až středně hlubokých vápnitých půdách s výskytem četných teplomilných rostlin a živočichů.

## Fotogalerie

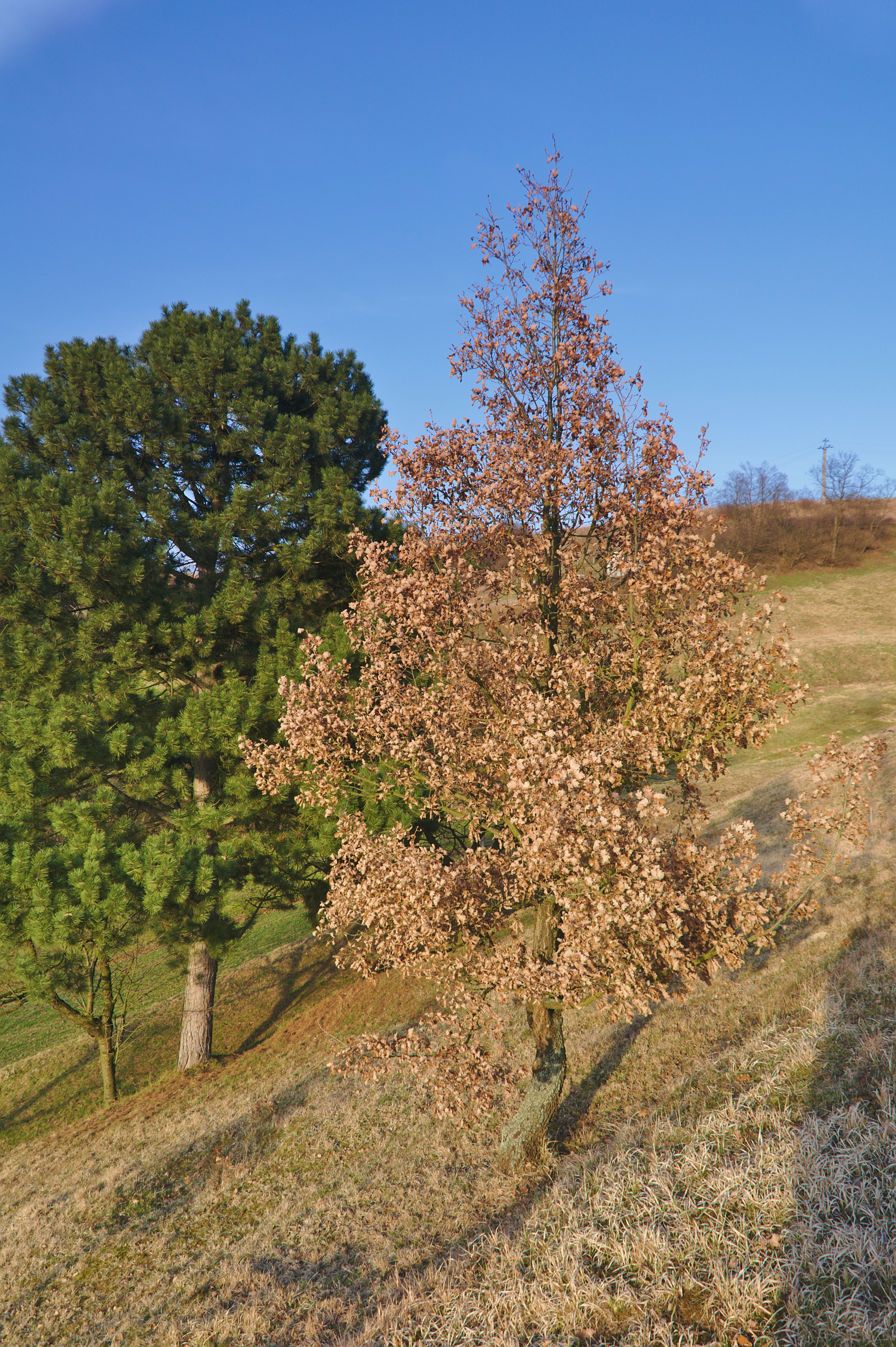
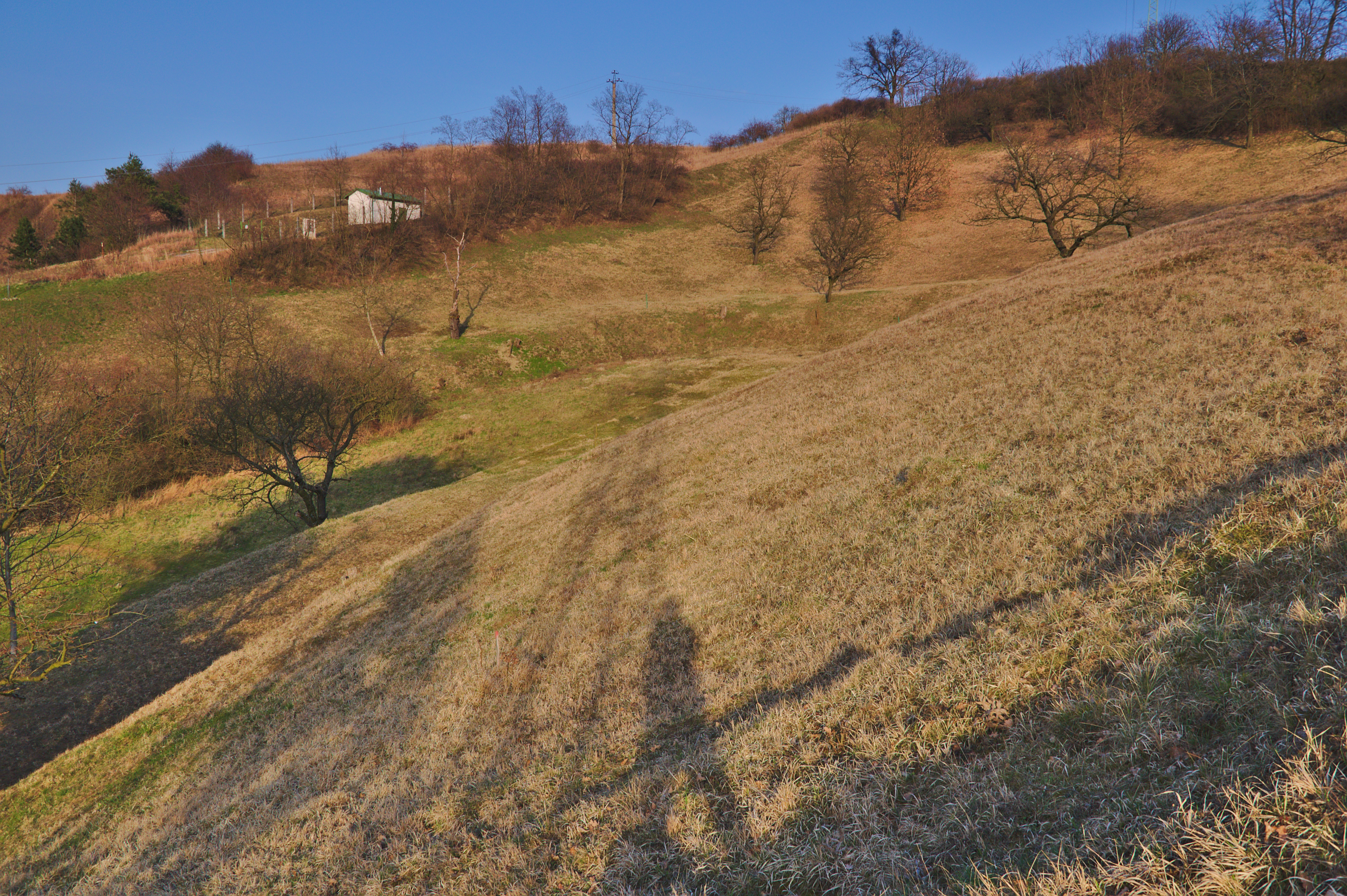
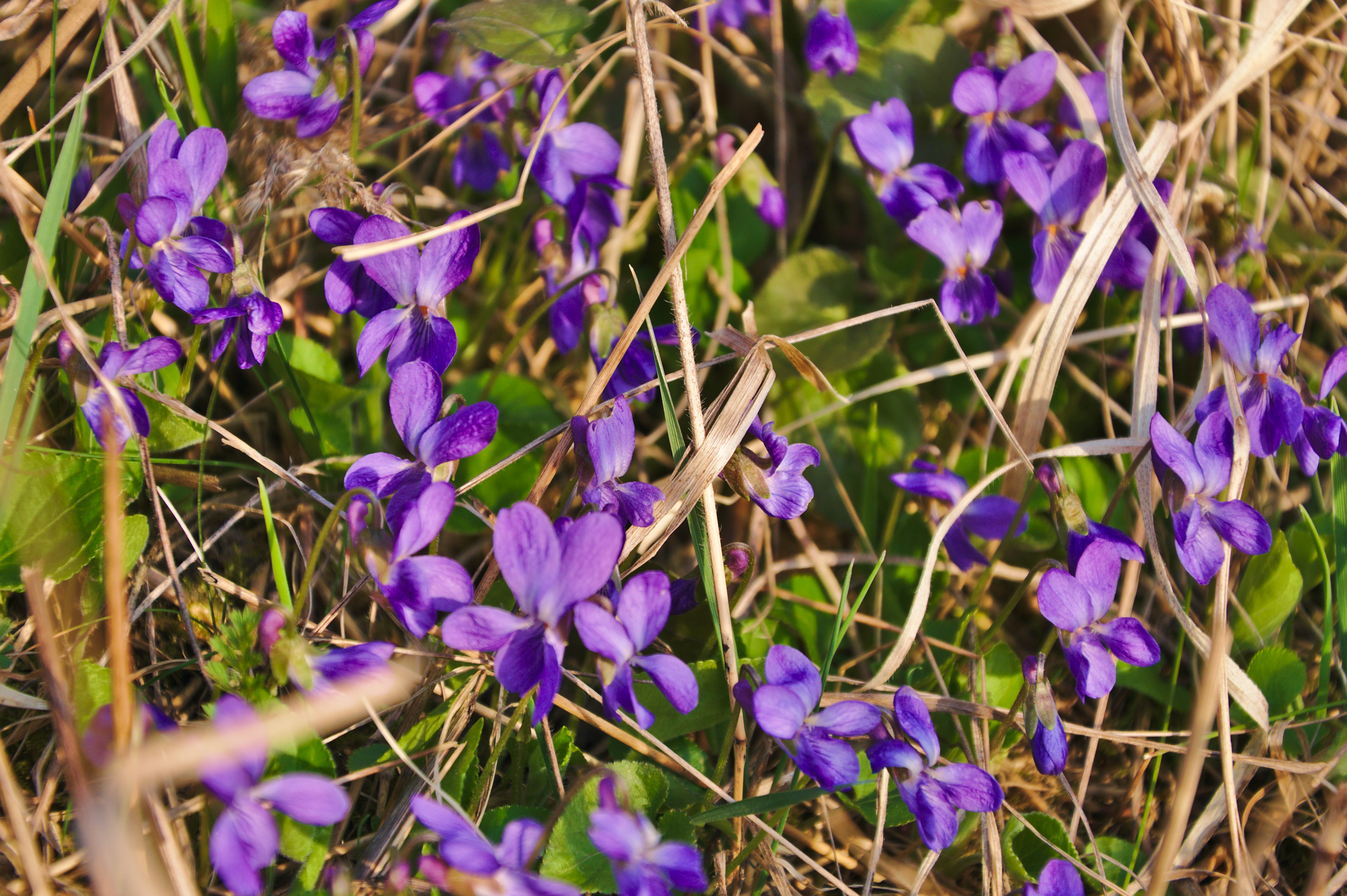
Kvetoucí fialky
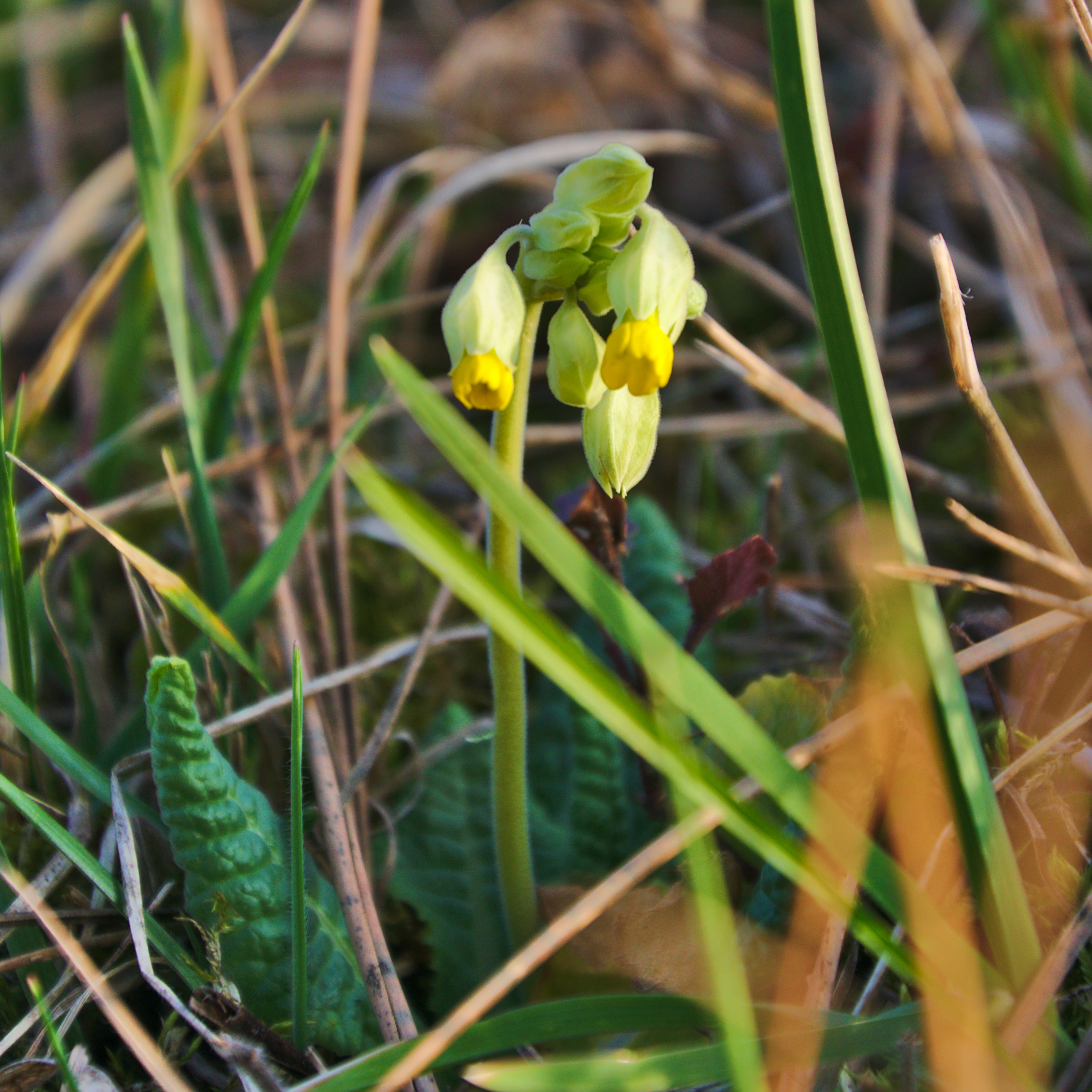
Kvetoucí petrklíč
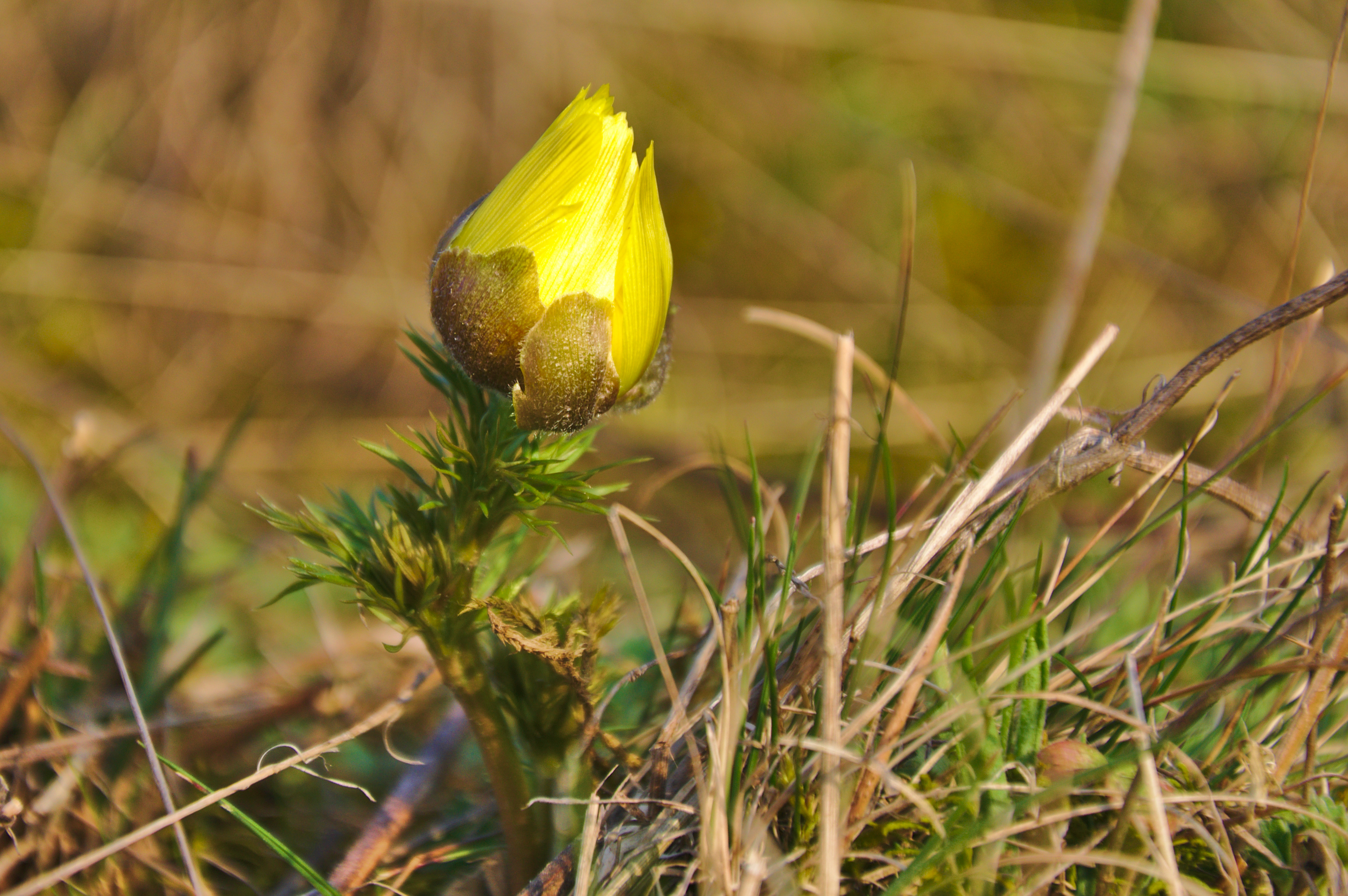
Kvetoucí hlaváček jarní
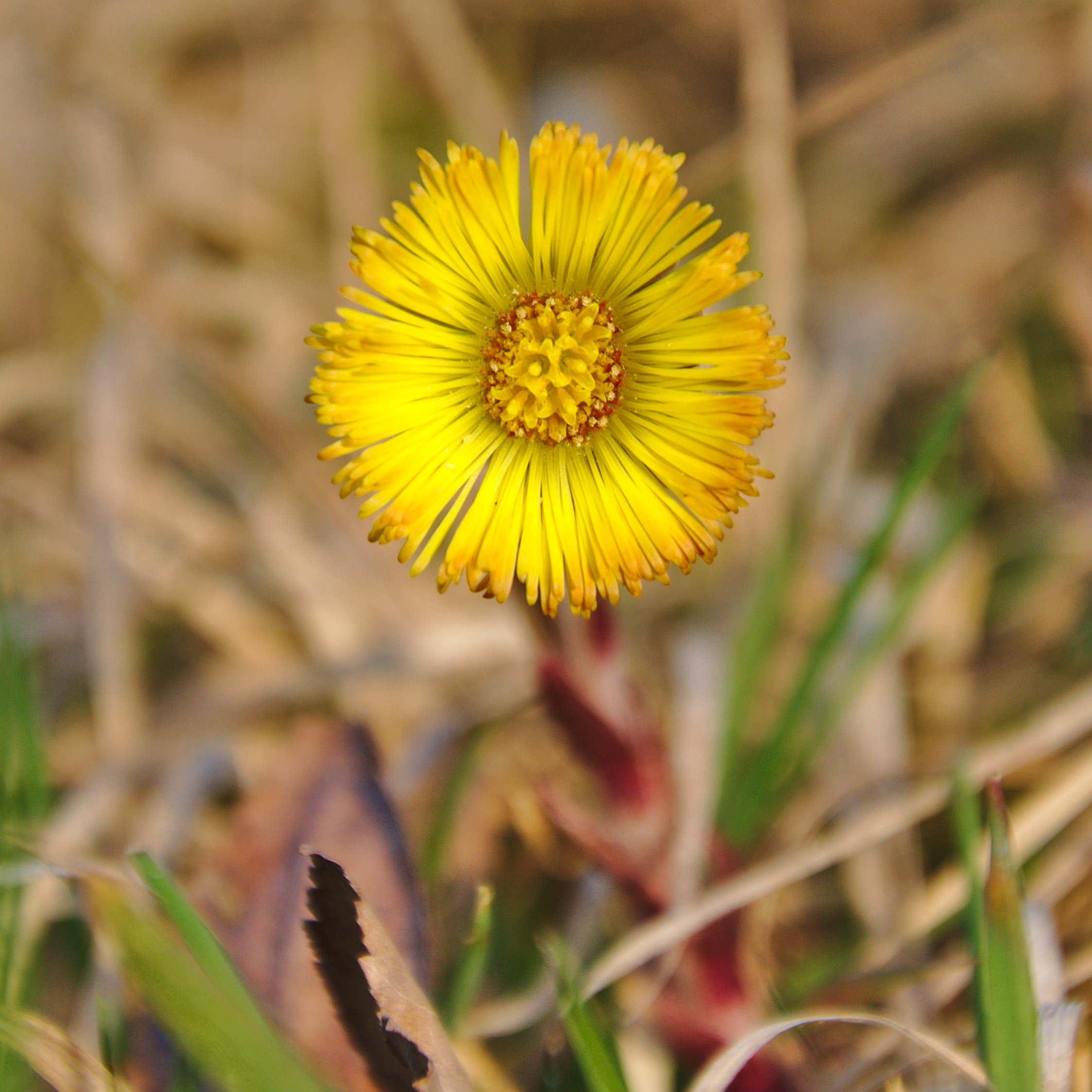
Kvetoucí podběl